# Captura del bergantín Arequipeño
La captura del bergantín Arequipeño por la escuadra corsaria de Juan Blanchet, marino francés que operaba bajo bandera de la Confederación, tuvo lugar en el puerto de Supe el 29 de noviembre de 1838.

## Antecedentes
Santa Cruz al ver ocupada Lima su primera medida fue la reorganización del poder naval para contrarrestar la superioridad material de la Armada Chilena, obtenida luego de las acciones navales del almirante Carlos García del Postigo en el Callao, el protector Andrés de Santa Cruz ideó obtener la ayuda de marinos extranjeros y buques mercantes surtos en el Callao a los que otorgó patente de corso y armó para que operaran contra la escuadra chilena que bloqueaba el puerto y, sin impedimentos, transportaba libremente a las fuerzas del ejército unido restaurador al mando del general Manuel Bulnes. Las primeras de estas naves fueron los mercantes Shanrock y Edmond que fueron puestos bajo el mando de Juan Blanchet, timonel de la última nave. Posteriormente se incorporarían a esta escuadrilla la barca Mexicana y la goleta Perú
El gobierno chileno había convenido con el general Agustín Gamarra, jefe de los restauradores peruanos, la entrega a estos de los buques que Victorino Garrido había apresado en el Callao el año anterior. La goleta peruviana había sido previamente recapturada por los confederados mientras que la barca Santa Cruz se encontraba de comisión al sur por lo que únicamente el bergantín Arequipeño puedo ser efectivamente devuelto el 30 de octubre de 1838. Gamarra designó como comandante y entregó el mando de la nave al capitán Juan Corrochano.

## El bloqueo del Callao es levantado
El 24 de noviembre de 1838, la corbeta Edmond y la goleta Shanrock mandadas por Blanchet y apoyadas por tres lanchas cañoneras al mando del capitán de corbeta peruano San Julián sostuvieron un combate con la escuadra chilena bloqueadora del Callao mandada por el comandante Santiago Jorge Bynnon y compuesta por las goletas Colo-Colo y Janequeo y el bergantín Aquiles. Tras esta acción las naves chilenas, cuyo comandante ya había manifestado al comandante general la imposibilidad de mantener el bloqueo contra fuerzas superiores, se retiraron a unirse con el resto de su escuadra.

## Zarpe y captura del Arequipeño
Libre temporalmente el Callao de buques enemigos, Blanchet y dos de sus naves zarparon a la medianoche del 27 de noviembre al norte con dirección al puerto de Supe, donde arribaron el 30 del mismo mes, sorprendiendo al bergantín Arequipeño. Para evitar el fuego de su poderosa artillería Blanchet resolvió tomarlo al abordaje y forzó velas mientras el comandante del Arequipeño largó sus cadenas con la idea de vararse en la costa, pero Blanchet consiguió maniobrar rápidamente y se interpuso entre él y la orilla, antes de que lograra su objetivo. Seguidamente el bergantín arrió su bandera siendo abordado y capturado sin oponer resistencia. De los 51 miembros que componían la tripulación solo salvaron de ser prisioneros el capitán Corrochano y 8 marineros que se lanzaron al mar y lograron ganar la costa a nado.

## Consecuencias
El levantamiento del bloqueo del Callao y la captura del Arequipeño permitió a Blanchet aumentar la moral de sus hombres e incrementar su capacidad material con un nuevo buque, entusiasmados con este éxito otros marinos extranjeros se pusieron bajo sus órdenes, seguidamente la escuadrilla de Blanchet capturó en Samanco a dos transportes de la armada chilena que navegaban por el lugar, la fragata Saldivar y el bergantín San Antonio. El error estratégico del comandante Bynnon obligó a la escuadra chilena a levantar el bloqueo de los puertos confederados para dirigir sus esfuerzos a proteger sus transportes y líneas de comunicaciones.